# (31627) Ulmera
1999 GW20 (asteroide 31627) é um asteroide da cintura principal. Possui uma excentricidade de 0.04827830 e uma inclinação de 7.38955º.
Este asteroide foi descoberto no dia 15 de abril de 1999 por LINEAR em Socorro.